# Andrelândia (kommun)
Andrelândia är en kommun i Brasilien.   Den ligger i delstaten Minas Gerais, i den sydöstra delen av landet, 800 km sydost om huvudstaden Brasília. Antalet invånare är 12 146.
Följande samhällen finns i Andrelândia:
- Andrelândia

Omgivningarna runt Andrelândia är huvudsakligen savann. Runt Andrelândia är det glesbefolkat, med 11 invånare per kvadratkilometer.